# 后太平遗址群
后太平遗址群，位于中国吉林省四平市双辽市东明镇东辽河左岸，由后太平遗址、后太平墓地、盘山遗址、仕家东坨子遗址、七棵树遗址、前太平孤家子遗址、西山湾子遗址、白牛墓地、大金山遗址、东贤良遗址、勃山屯一号遗址、黄土坑遗址、宝山墓地遗址13处单体构成。2007年5月31日公布为吉林省文物保护单位，2013年3月5日公布为第七批全国重点文物保护单位。